# Deuxième circonscription de la préfecture de Fukui
La deuxième circonscription de la préfecture de Fukui (福井県第2区, Fukui-ken dai-ni-ku) est l'une des deux circonscriptions législatives que compte la préfecture de Fukui au Japon.

## Description géographique
Entre 1994 et 2013, elle comprenait les villes d'Ōno, Katsuyama et Sabae et les districts d'Ōno (ja), Sakai (ja) et Imadate.
Depuis 2013, elle regroupe les villes de Tsuruga, Obama, Sabae et Echizen ainsi que les districts d'Imadate, Nanjō, Nyū, Mikata, Ōi et Mikatakaminaka,.

## Députés
| Législature | Début de mandat | Fin de mandat | Député élu           | Parti politique | Parti politique |
| ----------- | --------------- | ------------- | -------------------- | --------------- | --------------- |
| 41e         | 1996            | 2000          | Takamori Makino (ja) |                 | PLD             |
| 42e         | 2000            | 2003          | Takamori Makino (ja) |                 | PLD             |
| 43e         | 2003            | 2005          | Taku Yamamoto (ja)   |                 | PLD             |
| 44e         | 2005            | 2009          | Taku Yamamoto (ja)   |                 | PLD             |
| 45e         | 2009            | 2012          | Taku Yamamoto (ja)   |                 | PLD             |
| 46e         | 2012            | 2014          | Taku Yamamoto (ja)   |                 | PLD             |
| 47e         | 2014            | 2017          | Tsuyoshi Takagi (ja) |                 | PLD             |
| 48e         | 2017            | 2021          | Tsuyoshi Takagi (ja) |                 | PLD             |
| 49e         | 2021            | 2024          | Tsuyoshi Takagi (ja) |                 | PLD             |
| 50e         | 2024            | -             | Hideyuki Tsuji (ja)  |                 | PDC             |